# Aurès
El massís de l'Aurès o l'Awres o l'Aures (àrab: جبال الأوراس, jibāl al-Awrās) és un massís muntanyós d'Algèria, part de l'Atles saharià oriental. Ocupa 8000 km² entre Batna i Biskra, a Algèria. Les seves màximes altures es troben al Mont Xelia de 2.327 metres i el Kef Mahmel de 2.321, que són el segon i tercer cims més alts d'Algèria, sols superats pel Tahat, a l'Ahaggar. Es divideix en l'Aurès Occidental, amb tres serralades orientades de sud-oest a nord-est, i l'Aurès Oriental, que és un autèntic massís.
Els habitants cultiven cereals a les parts baixes, algunes fruites, i crien ramats. Són en majoria amazigòfons (anomenats shawiya) i el seu nombre s'estimava el 1950 en 115.000.
Algunes pedres gravades testimonien la seva ocupació al Neolític. La influència romana ha deixat diverses ruïnes de basses, canals de recs, molins d'oli, premses i altres: els romans d'Orient hi van establir algunes fortaleses a un peu del vessant nord. El 477 una revolta contra els vàndals dirigida per Iabdas, va crear un primer regne amazic independent a l'Aurès. Aquest regne, les relacions del qual amb els romans d'Orient degueren ser intenses, va tenir continitat fins a la Kàhina (final del segle VII). En la lluita del 539 Iabdas (II?) va utilitzar la tàctica de la terra cremada.
Quan hi va entrar Uqba ibn Nafi fou derrotat pels amazics i va acabar morint no gaire lluny, a Tahuda, quan retornava de la seca expedició a l'oest. Després de la mort del cap amazic Kusayla o Kosayla les muntanyes foren el major focus de resistència als musulmans que no les van poder dominar fins al segle vii després de les lluites amb la famosa reina Kahina.
Al segle ix s'hi van establir amazics vingut de Tripolitana i del sud de l'Ifríqiya, però els habitants van conservar un esperit d'independència que es va manifestar amb l'adopció de les doctrines herètiques dels ibadites al segle viii-IX i dels nakkarites al segle x. Abu-Yazid Màkhlad ibn Kaydad an-Nukkarí el famós rebel conegut com l'home de l'ase, va sortir de l'Aurès.
Amb la invasió hilaliana el territori va rebre aportacions àrabs rellevants a les parts baixes, però les tribus de les muntanyes van romandre amazics i independents i de fet mai van reconèixer l'autoritat dels hàfsides ni més tard la dels otomans, encara que aquests van aconseguir instal·lar caps tribals que seguien la seva política, però amb una autoritat precària. A partir del segle xvi els predicadors procedents del Marroc van donar als musulmans de l'Aurès el model que van conservar fins a la meitat del segle xx, una religió compaginada a l'estructura social; després del 1935 els ulemes algerians es van mobilitzar contra el culte als sants.
El 1845 el duc d'Aumale va ocupar Mshunesh, mentre que el coronel Bedeau feia reconèixer l'autoritat francesa per les principals tribus de les muntanyes; però aquest reconeixement fou efímer i van caler noves expedicions el 1848-1849 i el 1850 per reprimir revoltes. Una altra rebel·lió es van produir el 1859. El 1866 es va instaurar el sistema de cadis, però respectant els costums locals sense acceptar ni la xara ni la llei francesa. La darrera revolta, que fou reprimida com les anteriors, va tenir lloc el 1879.
Els habitants conserven la seva estructura basada en el poblet, una mena de petita república administrada per l'assemblea del poble o djamaa